# Cyphomyia aczeli
Cyphomyia aczeli är en tvåvingeart som beskrevs av James 1953. Cyphomyia aczeli ingår i släktet Cyphomyia och familjen vapenflugor. Inga underarter finns listade i Catalogue of Life.